# 2096
2096 (MMXCVI) е високосна година, започваща в неделя според Григорианския календар. Тя е 2096-ата година от новата ера и, деветдесет и шестата от третото хилядолетие и седмата от 2090-те.